# Лимациды
Лимациды или настоящие слизни (лат. Limacidae) — семейство наземных стебельчатоглазых брюхоногих моллюсков надсемейства Limacoidea.

## Описание
Слизни различных размеров (в движении от 45 до 200 мм длиной). Тело удлинённо-цилиндрическое, при сокращении веретеновидное. Киль всегда имеется, но различной длины — от короткого и тупого, занимающего лишь задний конец спины, до длинного и чёткого, простирающегося на всю спину. Мантия овальная или яйцевидная, располагается на передней половине тела; длина её около 1/3 общей длины, реже немного меньше половины. Капюшон довольно крупный, при сокращении животного полностью или почти целиком закрывает голову и шею. Пневмостом у большинства родов располагается постмедиально или почти медиально, только у Eumilacinae — антемедиально. Нередко, как у Agriolimacidae, участок мантии вокруг пневмостома приподнят и утолщён, образуя лёгкое вздутие или площадку. Как и у последних, при жизни по мантии пробегают волны сокращений в виде концентрических бороздок. Морщины спины и боков более длинные и высокие, чем у Agriolimacidae. Поперечные бороздки подошвы прямые и обычно располагаются нерегулярно. Половое отверстие лежит за правым губным щупальцем.
Сердце располагается в левой передней четверти мантийного комплекса; ось его под углом 45° или больше наклонена направо, то есть в сторону продольной оси тела. Кровеносная сеть лёгкого в основном находится перед почкой, но нередко ещё простирается вдоль правой стороны последней. Почка более или менее фасолевидная или полулунная; она лежит у задней половины комплекса почти поперёк продольной оси тела. Лобуса нет. Мочеточник берёт начало от заднего края почки; впереди он открывается в крупный мочевой пузырь, который нередко особой связкой соединён со стенкой почки. За исключением рода Eumilax, у остальных анус и мочевой пузырь открываются наружу перед пневмостомом. Ретракторы глотки и щупалец сливаются в единый колумеллярный мускул, прикрепляющийся к верхней стенке тела позади мантийного комплекса.
Кишечник трёхпетлевого типа и лишь у Eumilax двухпетлевый. Первая петля всегда самая длинная; третья располагается на верхней стороне внутренностного мешка, справа от основания колумеллярного мускула, почти по продольной оси тела. У некоторых групп от третьей петли отходит назад более или менее длинная слепая кишка. У большинства родов левая доля печени располагается сзади, образуя вершину внутренностного мешка.
Гениталиям характерна простота строения, проявляющаяся в отсутствии эпифаллуса, а также придаточных органов яйцевода и атриума. Внутри передней части яйцевода нередко имеется сфинктер. Пенис хорошо развит, чаще всего без стимулятора и папиллы, но у некоторых видов с бичом или пениальной железой. Ретрактор правых щупалец у большинства видов перекрещивается с половыми путями или с их ретрактором.

## Распространение
Европа, средиземноморские области Северной Африки, Кавказ, Передняя и Средняя Азия. Некоторые виды завезены в Северную Америку и области южного полушария с умеренным климатом.

## Кариотип
Гаплоидное число хромосом варьирует от 21 до 25 у одних видов и от 31 до 35 у других.

## Классификация
Семейство подразделяется на 2 подсемейства:
- Подсемейство Eumilacinae I. M. Likharev & Wiktor, 1980
  - Eumilax O. Boettger, 1881
  - Metalimax Simroth, 1896
- Подсемейство Limacinae Batsch, 1789
  - Ambigolimax  Pollonera, 1887
  - Bielzia  Clessin, 1887
  - Caspilimax  P. Hesse, 1926
  - Gigantomilax  O. Boettger, 1883
  - Lehmannia  Heynemann, 1863 — леманнии[8]
  - Limacus  Lehmann, 1864
  - Limax  Linnaeus, 1758 — лимаксы[8]
  - Malacolimax  Malm, 1868 — малаколимаксы[9]
  - Svanetia  P. Hesse, 1926
  - Turcomilax  Simroth, 1902
  - Weltersia  Fo. Giusti, Lesicki, Benocci, Pieńkowska & Manganelli, 2021

## Таксономия
Первоначальное написание названия семейства — Limacina. К нему относили «улиток» (Schnecken), в том числе и род Limax. Автором названия считался Жан Батист Ламарк, но, как показали Ален Дюбуа и Роджер Бур в 2010 году, его автором является Август Бач.